# كرونة ذهبية
الكرونة الذهبية هو سبيكة من الذهب عيار 22 قيراطًا (kt) تستخدم في العملة الكرونية التي قدمت في إنجلترا في عام 1526 (هنري الثامن). في هذه السبائك نسبة الذهب هي 22 جزءًا من 24 (91.667% ذهب). يعتبر الذهب التاجي أقل عرضة للتآكل بوجه ملحوظ من الذهب الناعم عيار 23 قيراطًا من العملات الذهبية السابقة - وهي نقطة مهمة بالنسبة للعملات المخصصة للاستخدام اليومي في التداول.

## سبائك المعادن
يقتصر المعدن المستخدم في صناعة السبائك في إنجلترا تقليديًا على النحاس. ولا يزال النحاس مستخدمًا في صناعة الجنيه الذهبي البريطاني الحالي. كما كان الاستثناء هو الجنيه الذهبي لعام 1887 عندما استخدم 1.25٪ من الفضة بدلاً من نفس وزن النحاس للحصول على تمثال أفضل للملكة فيكتوريا بمناسبة اليوبيل الذهبي لحكمها. وفي أماكن أخرى استخدم كل من النحاس والفضة بنسب متفاوتة.

## العملات المتداولة
في الولايات المتحدة حتى عام 1834 كانت العملات الذهبية المتداولة تُسك من ذهب التاج عيار 22 قيراطًا باستخدام حوالي 6% من الفضة بالإضافة إلى النحاس. منذ عام 1834 خفض نقاء الذهب المستخدم في العملات الأمريكية من معيار الكرون الذهبي 22 قيراطًا إلى 0.8992 نقاء (21.58 قيراطًا)؛ وفي عام 1837 إلى 0.900 نقاء (21.60 قيراطًا بالضبط). ثم استمرت هذا السبائك المكونة من 90% من الذهب والنحاس في الولايات المتحدة منذ عام 1837 حتى سحبت العملات الذهبية من التداول في الولايات المتحدة في عام 1933.
أنتجت عملة كروجراند الجنوب أفريقية لأول مرة في عام 1967 وتنتج باستخدام وصفة الكراون الذهبي التقليدية من الذهب عيار 22 قيراطًا مع الباقي من النحاس لأنه كان من المفترض في الأصل تداولها كعملة.

## عملات السبائك
معظم العملات الذهبية الحالية مستخدمة كسبائك وليست مخصصة للتداول وعلى هذا فإن الحاجة إلى سبيكة صلبة أصبحت أقل بكثير. تكون العملات الذهبية السبائكية عادةً مكونة من 24 قيراطًا أو 0.999 أو 0.9999 أو حتى 0.99999 كما في حالة عملة ورقة القيقب الذهبية الكندية. ظلت بعض العملات الذهبية متمسكة بمعيار التاج الذهبي التقليدي بما في ذلك العملة السيادية البريطانية وكروجراند والنسور الذهبية الأمريكية.

## روابط خارجية
- المعادن المستخدمة في العملات والميداليات بقلم توني كلايتون